# Finanzkraft
Als Finanzkraft werden im Finanzausgleich die bei durchschnittlicher Anspannung der Steuereinnahmequellen erzielbaren Einnahmen von Ländern, Gemeinden und Gemeindeverbänden bezeichnet. Die Finanzkraft ist auch ein Rechtsbegriff im Kartell- und Wettbewerbsrecht.

## Allgemeines
Der Finanzausgleich nach Art. 107 GG verfolgt das Staatsziel, die unterschiedliche Finanzkraft der Länder angemessen auszugleichen, um zwischen Ländern und Regionen  eine Angleichung der Wirtschaftskraft zu bewirken. Die Finanzkraft knüpft im Wesentlichen an die Steuereinnahmen an, die im Gebiet eines Landes einschließlich seiner Gemeinden anfallen.

## Rechtsgrundlagen
Die volkswirtschaftliche Kennzahl der Finanzkraft bemisst sich nach den ausgleichserheblichen Einnahmen. Das sind die im Finanzausgleich zu berücksichtigenden Einnahmen. Grundsätzlich sind gemäß § 6 Abs. 1 Maßstäbegesetz (MaßstG) alle Einnahmen von Ländern und Gemeinden sowie Gemeindeverbänden zu berücksichtigen. Nicht ausgleichserheblich sind solche Einnahmen, deren Volumen unerheblich ist, die in allen Ländern verhältnismäßig je Einwohner gleich anfallen, die als Entgelte oder entgeltähnliche Abgaben lediglich Leistungen des Landes oder seiner Gemeinden und Gemeindeverbände ausgleichen oder bei denen der Aufwand für die Ermittlung der auszugleichenden Einnahmen zur möglichen Ausgleichswirkung außer Verhältnis steht.
Um die Finanzkraft der Länder vergleichbar zu machen, ist als abstraktes Bedarfskriterium die jeweilige Einwohnerzahl eines Landes zugrunde zu legen (§ 7 Abs. 1 MaßstG). Die Einwohnerzahl ist für Zwecke eines angemessenen Ausgleichs zu modifizieren, wenn strukturelle Eigenarten der Länder und ihrer Gemeinden abstrakte Mehrbedarfe begründen. Im Ansatz der abstrakten Mehrbedarfe findet auch der Finanzbedarf der Gemeinden und Gemeindeverbände Berücksichtigung. Um die Finanzkraft der Stadtstaaten einerseits und die der Flächenländer andererseits vergleichen zu können, ist nach § 7 Abs. 3 MaßstG den abstrakten Mehrbedarfen der Stadtstaaten durch eine Modifizierung der Einwohnerzahl Rechnung zu tragen (Stadtstaatenprivileg); ferner kann die Berücksichtigung abstrakter Mehrbedarfe besonders dünn besiedelter Flächenländer notwendig werden (Einwohnergewichtung). 
Die Finanzkraftmesszahl eines Landes ist gemäß § 6 Abs. 1 Finanzausgleichsgesetz (FAG) die Summe der Steuereinnahmen des Landes nach § 7 FAG und der Steuereinnahmen seiner Gemeinden nach § 8 FAG.
Bundesergänzungszuweisungen dienen gemäß § 8 Abs. 1 MaßstG dem ergänzenden Ausgleich im Anschluss an den Finanzkraftausgleich.

## Wirtschaftliche Aspekte
Im kommunalen und im Finanzausgleich wird die Finanzkraft auf die Steuereinnahmen aus Gemeindesteuern bzw. Ländersteuern begrenzt, andere Einnahmen beispielsweise aus Abgaben oder Gebühren werden nicht berücksichtigt.  
Messzahlen sind die Finanzkraftmesszahl, Ausgleichsmesszahl, Steuerkraft und die Steuerkraftmesszahl. Die Finanzkraftmesszahl eines Landes ist die Summe der Steuereinnahmen des Landes und der Steuereinnahmen seiner Gemeinden, geteilt durch die Einwohnerzahl. Die Ausgleichsmesszahl entspricht der Finanzkraft des Länderdurchschnitts. Dabei kommt es bei den Ländern Berlin, Bremen und Hamburg zu einer stärkeren Gewichtung ihrer Einwohner (135 % statt 100 %; § 9 Abs. 2 FAG), um ihrer Sondersituation als Hauptstädte ohne Umland Rechnung zu tragen. Dadurch sinkt ihre Ausgleichsmesszahl, wodurch ein höherer Finanzausgleich entsteht.

## Wettbewerbsrecht
Der Begriff Finanzkraft wird überwiegend im Rahmen der Staatsfinanzen verwendet. Er findet sich aber auch im Kartell- und Wettbewerbsrecht im Zusammenhang mit der Marktmacht und Marktbeherrschung von Unternehmen. Hier ist die Finanzkraft ein Rechtsbegriff des § 18 Abs. 3 Nr. 2 GWB, wenn es um die Bewertung der Marktstellung eines Unternehmens geht. „Unter dem Begriff „Finanzkraft“ wird die Gesamtheit der finanziellen Mittel und Möglichkeiten eines Unternehmens verstanden. Hierunter fallen vor allem die Finanzierungsmöglichkeiten, die unter anderem von der Höhe der Eigenmittel und der Ertragslage des Unternehmens abhängen“. Auch die überragende Finanzkraft wurde vom Bundeskartellamt als alleiniges Indiz für eine marktbeherrschende Stellung nach § 18 Abs. 1 GWB angesehen. Wie die Finanzkraft eines Unternehmens einzustufen ist, ergibt sich aus seinen Finanzkennzahlen. 
Die Marktmacht eines Unternehmens kann in bestimmten Fällen von seiner Finanzkraft beeinflusst werden. Dieser Faktor spielt in der Entscheidungspraxis des Bundeskartellamts nur eine untergeordnete Rolle. Hintergrund für die Berücksichtigung des Kriteriums der Finanzkraft ist unter anderem die Möglichkeit, dass ein Unternehmen mit überlegener Finanzkraft seine finanziellen Mittel dazu nutzen könnte, aktuelle Wettbewerber von wettbewerblichen Vorstößen abzuhalten oder potenzielle Wettbewerber vom Markteintritt
abzuschrecken. Zur Bemessung der Finanzkraft können verschiedene Indikatoren herangezogen werden wie der Cashflow, die Möglichkeiten zur Fremdfinanzierung auch unter Einbeziehung der verbundenen Unternehmen sowie die nach der Bilanz verfügbaren liquiden Mittel.